# Premio Otto Hahn

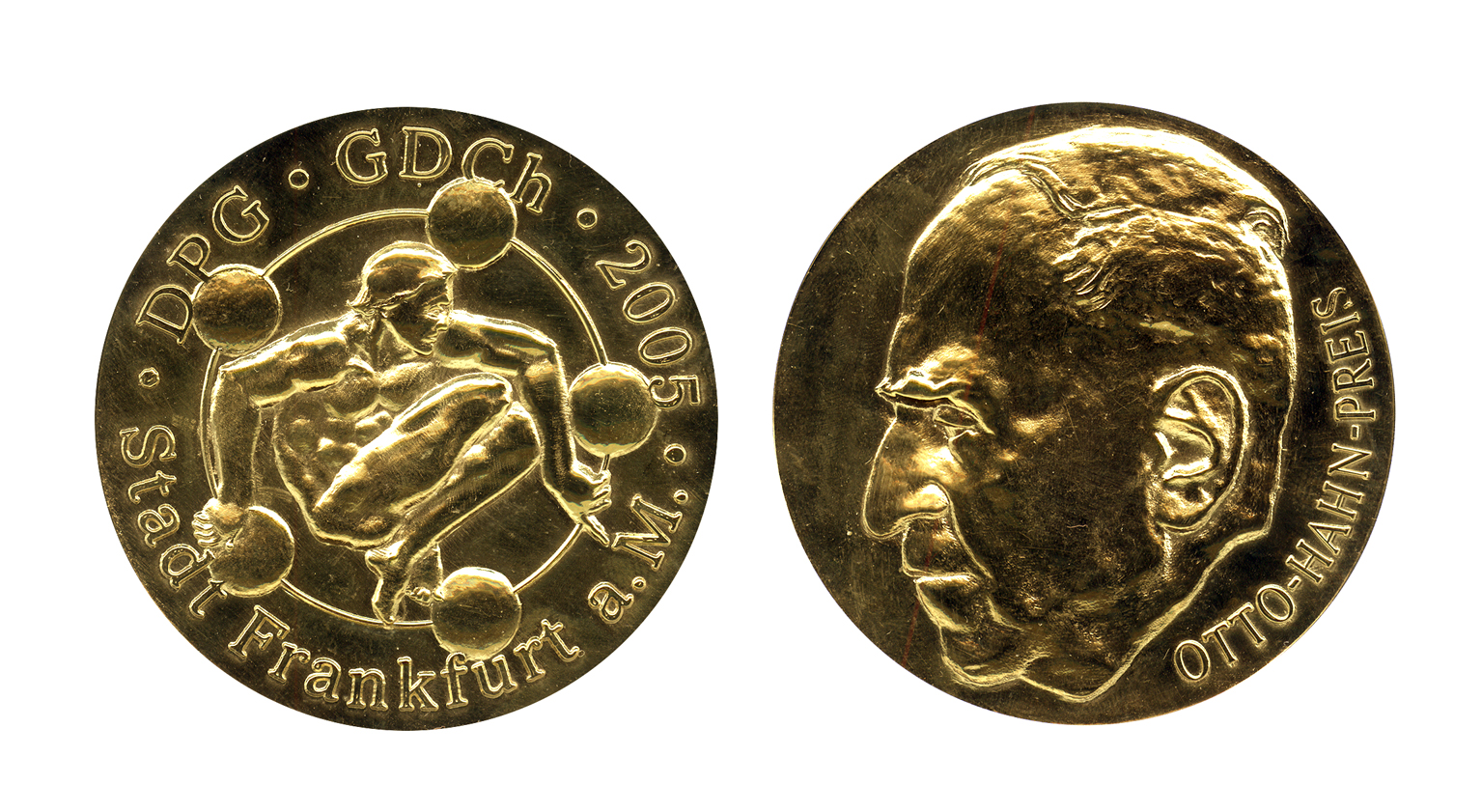
En la medalla se puede observar el busto de Otto Hahn debido a ser un químico muy ilustre

El Premio Otto Hahn (en alemán, Otto-Hahn-Preis) que se creó en la primavera de 2005, entre otros por la Sociedad Alemana de Química, la Sociedad Física Alemana (DPG) y la ciudad de Fráncfort. De acuerdo con sus estatutos, el premio debe servir al «fomento de la ciencia, en especial en las áreas de química, física y ciencias aplicadas de la ingeniería a través del reconocimiento de aportes sobresalientes realizados por científicos». La denominación del premio es en honor al químico nuclear Otto Hahn, Premio Nobel de Química en 1944. 
El premio surgió como resultado de la fusión del Premio de Química y Física Otto Hahn con el Premio Otto Hahn de la Ciudad de Fráncfort del Meno que originalmente se entregaban por separado.  
El reconocimiento se entrega cada dos años en una ceremonia solemne en la Paulskirche. Desde 2005 los galardonados del área de química deben alternarse con los del área de física. El galardón consiste en una medalla de oro y un premio en dinero, cuyo monto asciende a 50 000 euros. (La mitad de esta suma la aporta la Ciudad de Fráncfort, un cuarto la Sociedad de Química y el cuarto restante, la Sociedad Física Alemana).

## Lista de premiados
- 2005: Theodor W. Hänsch
- 2007: Gerhard Ertl
- 2009: Stefan Hell
- 2011: Manfred Reetz
- 2013: Ferenc Krausz
- 2015: Jürgen Troe

## Precursores del Premio Otto Hahn

### Premio de Química y Física Otto Hahn
Con el Premio de Química y Física Otto Hahn se honró a personalidades alemanas que realizaron «méritos únicos para el desarrollo de la Química y la Física en la investigación pura o aplicada». El premio fue instituido en 1953 por iniciativa de la Sociedad Alemana de Química, por las organizaciones asociadas al Deutschen Zentralausschuss für Chemie (Comisión Central Alemana de Química) y la Sociedad Física Alemana. El reconocimiento consistía en una medalla de oro , un monto en dinero (que en 2003 era de 25 000 euros) y un diploma.

#### Lista de premiados
- 1955: Lise Meitner, Heinrich Wieland
- 1959: Hans Meerwein
- 1962: Manfred Eigen
- 1965: Erich Hückel
- 1967: Georg Wittig
- 1974: Friedrich Hund
- 1979: Rolf Huisgen
- 1986: Heinz Maier-Leibnitz
- 1989: Rudolf Hoppe
- 1998: Dieter Oesterhelt
- 2000: Hans Christoph Wolf
- 2003: Helmut Schwarz

### Premio Otto Hahn de la ciudad de Fráncfort del Meno
El Premio Otto Hahn fue instituido en la ciudad de Fráncfort del Meno, ciudad natal de Otto Hahn. Se creó en 1969 en su memoria y con motivo del 90.º cumpleaños. Lo otorgaba la Fundación Otto-Hahn de la ciudad de Fráncfort del Meno y estaba dotado con 25 000 marcos alemanes.

#### Lista de premiados
- 1970: Karl zum Winkel
- 1972: Rudolf Schulten, físico y tecnólogo nuclear
- 1974: August Weckesser
- 1976: Adolf Birkhofer
- 1979: Wolfgang Gentner
- 1980: Otto Haxel
- 1982: Walter Greiner
- 1984: Heinz Maier-Leibnitz
- 1986: Klaus Knizia
- 1988: Franz Baumgärtner
- 1992: Olga Aleinikova
- 1994: Willi Wölfli
- 1996: Gottfried Münzenberg, Sigurd Hofmann
- 1998: Hans Blix, Jens Volker Kratz, Norbert Trautmann
- 2000: Hartmut Eickhoff, Thomas Haberer, Gerhard Kraft